# Bajo alemán oriental
El bajo sajón oriental o bajo alemán oriental comprende un grupo de dialectos del bajo alemán (en sí perteneciente al subgrupo de las lenguas bajogermánicas) hablados en el noreste de Alemania y por algunas minorías en el norte de Polonia. Junto con el bajo alemán occidental constituye la división bajoalemana de las lenguas bajogermánicas.

## Distribución
Antes de 1945 estos dialectos se hablaron ampliamente en toda la costa alemana del mar Báltico, desde Mecklemburgo a lo largo de la provincia de Pomerania, en la Prusia occidental y en algunas localidades de la Prusia oriental en la región de Memel-Klaipėda.
El bajo alemán oriental pertenece al continuum geolectal de las lenguas germánicas occidentales y se desarrolló a partir del bajo alemán medio. Los dialectos del bajo alemán oriental limitan al oeste con el bajo sajón, también llamado bajo alemán occidental, que desciende asimismo del bajo alemán medio. La diferencia principal entre ambos grupos está en las terminaciones de plural de los verbos. En el bajo alemán oriental las terminaciones se basan en la antigua terminación de primera y tercera persona -(e)n, mientras que en el bajo alemán occidental las terminaciones se basan en la terminación de segunda persona -(e)t. No todos los lingüistas dividen el dominio del bajo alemán según esta división occidental/oriental explicada.
En el sur, las variedades del bajo alemán oriental limitan con el alemán centroriental. La diferencia principal con estas variantes reside en que el bajo alemán oriental no ha sido afectado por la segunda mutación consonántica del alemán. Las zonas afectadas por esta segunda mutación consonántica, iniciada hace más de un siglo, siguen hoy en expansión, especialmente en el dialecto berlinés, que está ganando terreno frente al dialecto brandeburgués que le rodea.

### Municipios que tienen el bajo alemán oriental (pomeranio del este) como lenguaje cooficial en Brasil

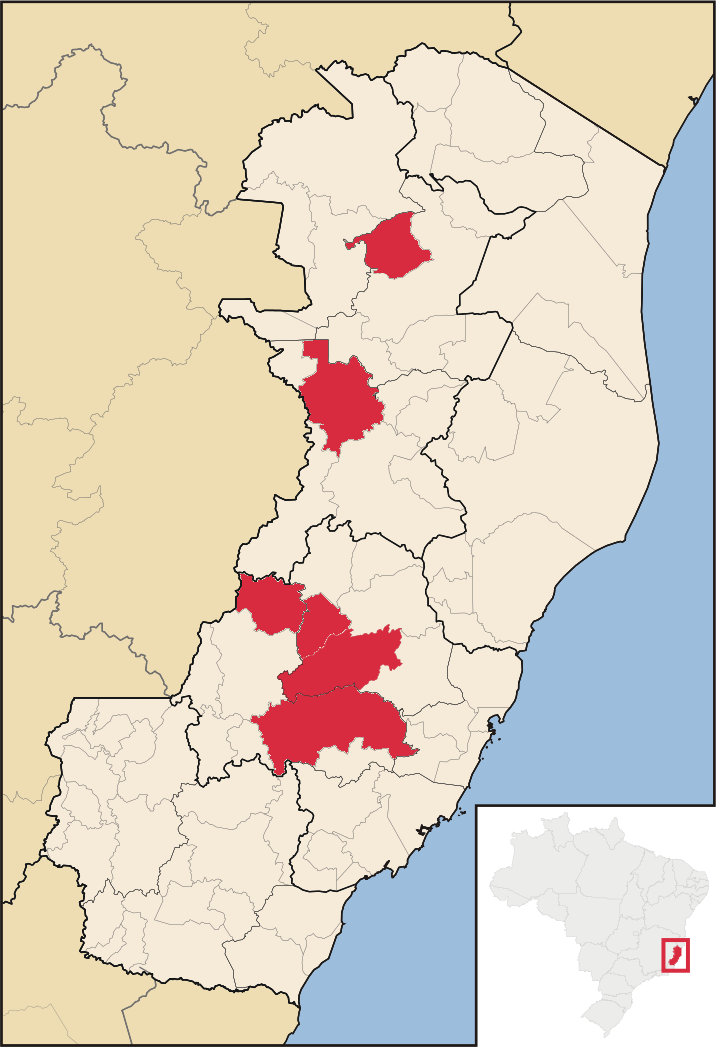
Municipios en que el bajo alemán oriental (pomeranio del este) es cooficial en Espírito Santo, Brasil.

#### Espírito Santo
- Domingos Martins[1][2][3]
- Laranja da Terra[2][3]
- Pancas[2][4][5]
- Santa Maria de Jetibá[2][6]
- Vila Pavão[2][7]

#### Minas Gerais
- Itueta (sólo en el distrito de Vila Neitzel)[8][9][10]

#### Santa Catarina
- Pomerode[11][12][13]

#### Rio Grande do Sul
- Canguçu (en aprobación)[14][15]

#### Rondônia
- Espigão d'Oeste (en aprobación)[16][17][18][19]

## Dialectos
El bajo alemán oriental tiene los siguientes dialectos:
- En Alemania:
  - Brandeburgués (en Brandeburgo, norte de Sajonia-Anhalt)
  - Mecklemburgués-pomerano (en Mecklemburgo-Pomerania Occidental)
  - Pomeranio central
- En Polonia:
  - Bajo prusiano (hablado por algunas minorías en los alrededores de Gdańsk (Danzig) en el norte de Polonia, aunque está casi extinto desde 1945, y está relacionado con el Plauttdietsch según algunos autores).
  - Pomeranio oriental (hablado por minorías en Pomerania y Brasil).
  - Pomeranio central

El bajo alemán oriental también incluiría el Plautdietsch, originado en Danzig, que es hablado por varias minorías mennonitas en América del Norte y algunos otros lugares dispersos por el mundo. El berlinés fue una variante del brandeburgués de la Edad Media, hasta que se diferenció y empezó a cambiar en la dirección del alemán centroriental.
El alemán del Báltico (Baltendeutsch), en cambio, es una variedad del alto alemán influida por el bajo alemán oriental.

## Comparación de textos

### Padre nuestro enPlautdietsch
Ons Voda em Himmel,
lot dien Nome jeheilicht woare;
lot dien Ritjdom kome;
lot dien Welle jedone woare,
uck hia oppe Ed, soo aus em Himmel;
jeff ons Dach fe Dach daut Broot, daut ons fehlt;
en vejeff ons onse Schult,
soo aus wie den vejewe, dee sich jeajen ons veschuldicht ha;
en brinj ons nich en Vesetjunk nenn,
oba rad ons von Beeset.

### Padre nuestro en Mękelborgsch (Mecklemburgués)
Unsen Vader in'n Hęwen,
Heiligt węs Din Nam;
Din Rik kam;
Din Will sche;
Up Ird' as in Hęwen;
Giw uns hüt uns daglig Brod;
Un vörgiw uns unse Schuld,
Soas wi vörgęwen unsen Schuldners
Un vör uns nich in Vörsöking'
Man befri uns vun'n Æwel.

## Escritores
Fritz Reuter y Heinrich Bandlow son dos de las figuras más destascadas que escriben en bajo alemán oriental.

### Enlaces exteriores
- Plautdietsch Freunde e.V.

- Datos: Q36443